# Jisjoev

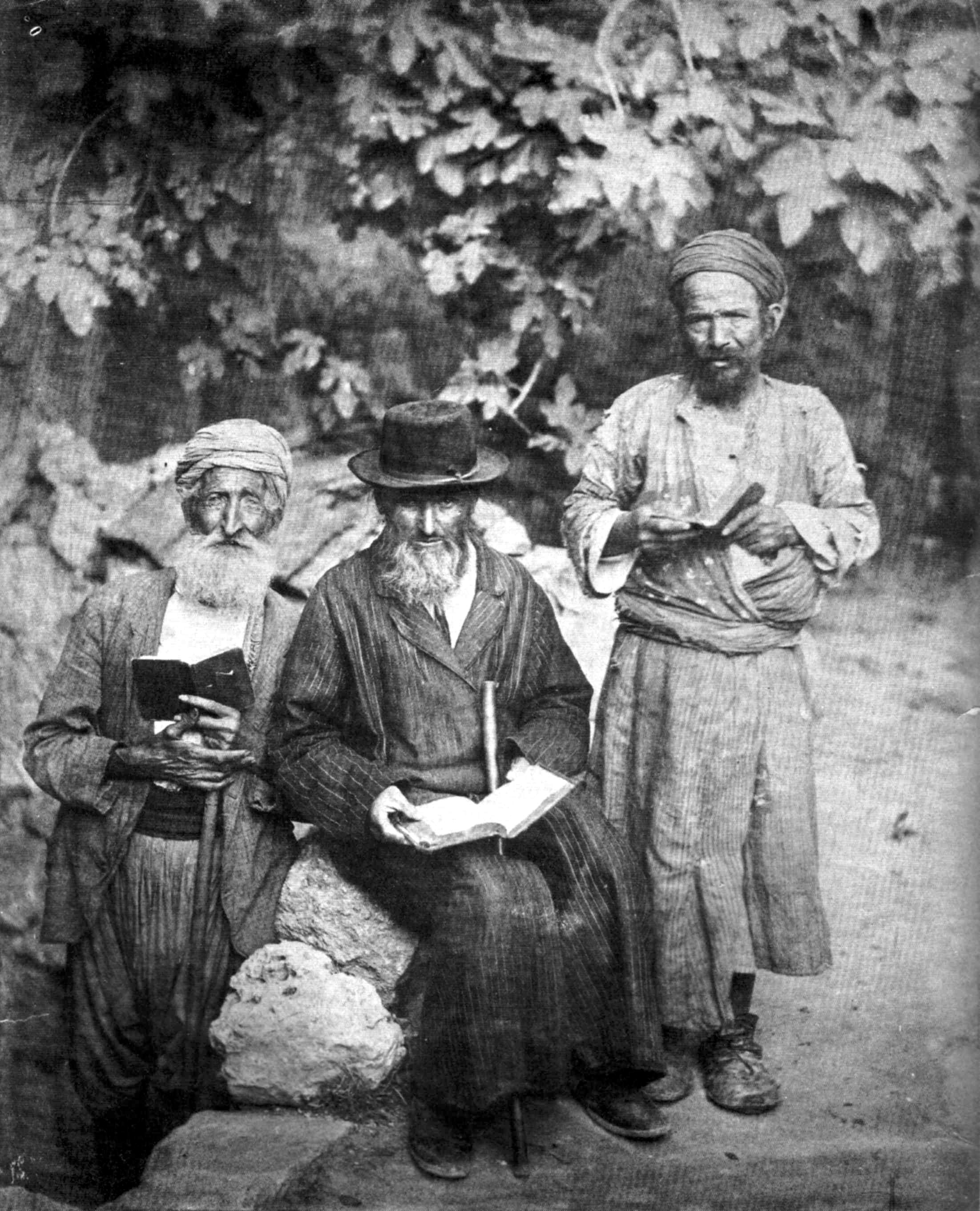
Joden in Jeruzalem in 1895

Met de term Yishuv of jisjoev (Hebreeuws: היישוב; nederzetting) wordt het Joodse deel aangeduid van de bevolking van Palestina vóór de stichting van de staat Israël.
Het begrip is afkomstig uit de zionistische beweging rond 1880. In 1880 leefden in Palestina ongeveer 25.000 Joden. Na diverse immigratie-golven woonden in 1948 rond 600.000 Joden in Palestina. De emigratie van Joden in de diaspora naar Israël werd aanzienlijk gestimuleerd door de oprichting van het Britse mandaatgebied Palestina en, in het bijzonder, door de Balfour-verklaring van 1917, waarin de Britse regering haar steun uitsprak voor de creatie van een nationaal thuis voor het Joodse volk.
Met de term oude jisjoev worden de Joden aangeduid die reeds voor 1880 in Palestina woonden; de nieuw jisjoev heeft betrekking op de Joden die tussen 1880 en 1948 kwamen.
Vooral de zionisten waren actief in het opzetten van een Joods bestuur. De in 1929 opgerichte Jewish Agency vertegenwoordigde de jisjoev bij het Britse bestuur van mandaatgebied Palestina.